# Tauleta de Dispilio
La tauleta de Dispilio és una tauleta de fusta amb signes gravats sobre la superfície, descoberta per Giorgos Chourmouziadis al 1993 durant unes excavacions arqueològiques a Dispilio, Grècia. Ha estat datada mitjançant la prova del carboni 14 cap a l'any 5260 ae, trobada en un assentament humà neolític proper a l'actual població de Dispilio, en la prefectura de Kastorià.